# Mercat rural
Els mercats rurals són els mercats que d'una manera permanent, ocasional o periòdica es realitzen en el medi rural de qualsevol país. Normalment es distingeix entre Fira Lliure periòdica i desmantellar i Mercat que funciona permanentment en un edifici amb aquest fi.

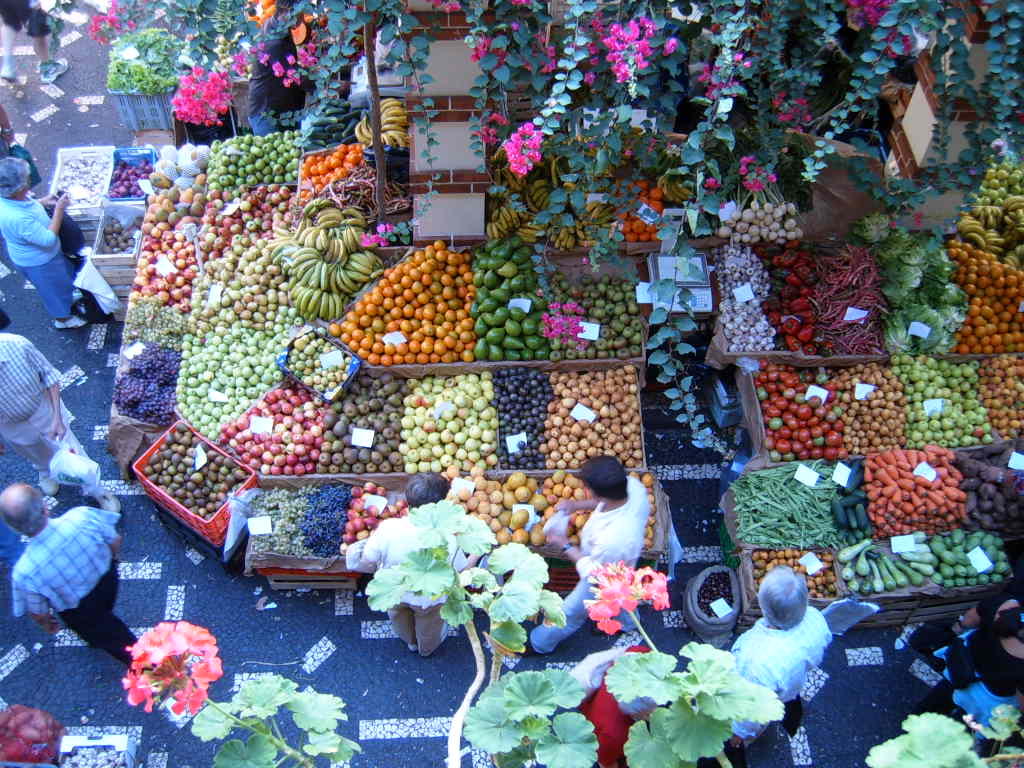
Mercat rural.

Encara depenent del context, solen tenir un paper important en l'economia de la localitat en la qual s'assenten i realitzen un paper fonamental des del punt de vista social, en ser punt de trobada, discussió i intercanvi econòmic, d'informació, etc entre les persones que habiten en els pobles propers. Té així un doble paper, com a motor econòmic i creador de xarxes socials. En molts casos, són els propis productors els que venen al consumidor final, el que abarateix costos, augmenta la sostenibilitat convertint-se en Circuits curts de comercialització, el que repercuteix positivament en l'economia local.
Poden tenir una  temàtica  variada, depenent de si són mercats agrícoles, ramaders, d'alimentació, d'artesania, de maquinària, etc. En molts casos hi ha mercats temàtics que serveixen com a reclam turístic de la zona i serveixen per potenciar aspectes poc explotats del context geogràfic en què s'ubiquen, així trobem mercats medievals, renaixentistes, ambientats en el segle xix o de mitjans de segle xx.
En molts casos, l' emplaçament  és la plaça del poble, hi ha casos en què el mercat es divideix per producte venut donant fins i tot nom al lloc on s'assenten (p. ex.:  Plaça de les mongetes  a Benavente). De vegades s'ocupen llocs històrics condicionats com poden ser els castells i altres vegades s'aprofiten parcs o eres properes.